# 박형수 (1967년)
박형수(朴炯秀, 1967년 8월 17일 ~ )는 대한민국의 경제학자이자 제14대 통계청장을 역임한 공무원이다. 본관은 진원이며, 전라남도 화순군 출신이다.

## 생애
2013년 3월 통계청장으로 임명됨으로써 박근혜 정부의 최연소 차관급 인사이자 역대 최연소 통계청장이라는 기록을 세웠다.

## 학력
- 1986년 광주동신고등학교 졸업
- 1990년 서울대학교 경제학 학사
- 1995년 캘리포니아대학교 대학원 경제학 석사
- 1998년 캘리포니아대학교 대학원 경제학 박사

## 경력
- 1990.01 : 한국은행 외환관리부 근무
- ~ 1994.08 : 한국은행 국제부 근무
- 1999.02 ~ 2001.12 : 한국은행 조사국 근무
- 2001.12 ~ 2003.09 : 한국조세연구원 연구1팀 전문연구위원
- 2003.05 ~ 2003.09 : 한국조세연구원 동향분석팀장
- 2003.09 ~ 2005.08 : 한국조세연구원 재정분석센터 세수재정추계팀장
- 2005.08 ~ 2007.07 : 한국조세연구원 재정분석센터장
- 2007.07 ~ 2009.04 : 한국조세연구원 기획조정실장
- 2009.04 ~ 2011.07 : 한국조세연구원 재정분석센터장
- 2011.07 ~ 2011.12 : 한국조세연구원 예산분석센터장
- 2011.12 ~ 2013.03 : 한국조세연구원 연구기획본부장
- 2013.03 ~ 2015.05 : 통계청장
- 2015.06 ~ 2018.02 : 한국조세재정연구원 원장
- 연세대학교 객원교수
- (사)경제사회연구원 경제·기업분과운영위원
- 2020.06 ~ 2020.09 : 미래통합당 경제혁신위원회 지속가능한 경제 소위원회 위원장
- 2020.07 ~ 2020.09 : 미래통합 부동산시장 정상화 특별위원회 위원
- 2020.09 : 국민의힘 경제혁신위원회 지속가능한 경제 소위원회 위원장
- 2020.09 : 국민의힘 부동산시장 정상화 특별위원회 위원
- 케이정책플랫폼 상임이사
- 2022.03 ~ 2023.12 : 제17대 서울연구원 원장
- 2023.12 ~ : 서울특별시청 정책특보